# Arthon
Arthon ist eine französische Gemeinde mit 1.216 Einwohnern (Stand: 1. Januar 2022) im Département Indre in der Region Centre-Val de Loire; sie gehört zum Arrondissement  Châteauroux und zum Kanton Ardentes. Die Einwohner werden Arthonnais genannt.

## Geographie
Arthon liegt etwa 13 Kilometer südlich von Châteauroux. Hier mündet der Fluss Creuzançais in die Bouzanne. Umgeben wird Arthon von den Nachbargemeinden Le Poinçonnet im Norden und Nordosten, Jeu-les-Bois im Osten, Buxières-d’Aillac im Südosten, Bouesse im Süden sowie Velles im Westen.

## Bevölkerungsentwicklung
| Jahr                      | 1962 | 1968 | 1975 | 1982 | 1990 | 1999 | 2006 | 2013 |
| Einwohner                 | 634  | 532  | 558  | 751  | 902  | 995  | 1005 | 1220 |
| Quelle: Cassini und INSEE |      |      |      |      |      |      |      |      |

## Sehenswürdigkeiten
- Kirche Saint-Martin aus dem 12. Jahrhundert
- Kapelle von La Bonne-Dame-du-Chêne aus dem Jahre 1862
- Friedhofskapelle Saint-Antoine aus dem 17./18. Jahrhundert
- Pilgerkapelle von Le Casson
- Schloss La Fa aus dem 17. Jahrhundert
- Schloss Puymoreau aus dem 15. Jahrhundert
- Schloss Chandaire aus dem 19. Jahrhundert
- Schloss Les Crubliers aus dem 19. Jahrhundert
- Festes Haus aus dem 15. Jahrhundert

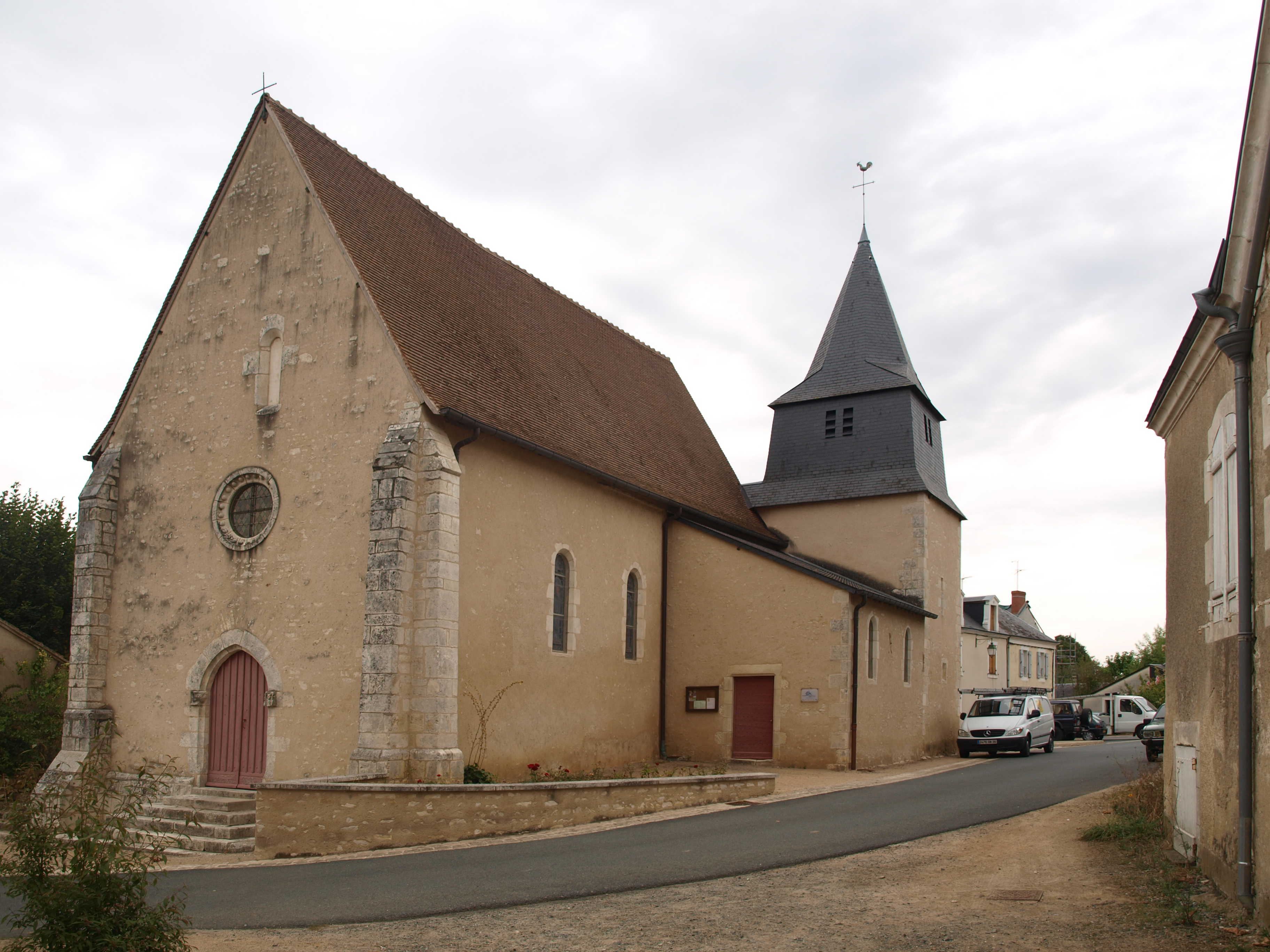
Kirche Saint-Martin

- Schloss von Corbilly